# Fahrenheit 451 (1966)
Fahrenheit 451 ist ein britischer dystopischer Science-Fiction-Film des Regisseurs François Truffaut aus dem Jahr 1966. Er entstand nach dem gleichnamigen Roman von Ray Bradbury. Der Titel bezieht sich auf eine Temperatur von etwa 233 °C (451 °F im angloamerikanischen Maßsystem), bei der sich Papier – beruhend auf einem von Bradbury selbst ermittelten und gemeinhin als zu niedrig angesehenen Wert – ohne weitere äußere Einwirkung entzündet.

## Handlung
In einer nicht allzu fernen Zukunft lebt eine Gesellschaft nach dem Prinzip des hedonistischen Glücksstrebens. Da Bücher als Medium sich mit Problemen und Konflikten auseinandersetzen, werden diese als unglückstiftend angesehen und sind gesetzlich verboten. Die Feuerwehr hat die Aufgabe, Bücher aufzuspüren und zu verbrennen, um das gesellschaftliche Glück zu sichern. Brände werden von der Feuerwehr nicht mehr gelöscht, da es aufgrund feuerfester Gebäude in der Regel gar nicht zu diesen kommt. Im Falle eines Brandes wird das Gebäude einfach abgerissen und die Bewohner ziehen in ein neues.
Der Protagonist der Geschichte ist der Feuerwehrmann Guy Montag. Seit zehn Jahren arbeitet er glücklich in seinem Beruf und steht kurz vor einer Beförderung. Montag ist verheiratet mit Linda, einer aufgrund ihres Konsums von Unterhaltungsmedien und Tabletten glücklichen Frau.
Auf dem Weg nach Hause lernt Montag Clarisse kennen, eine Lehrerin, die nach einer Gesinnungsprüfung nicht mehr unterrichten darf, weil sie leidenschaftlich Bücher liest. Aus Neugierde beginnt Montag, heimlich Bücher von den Einsätzen mitzunehmen und nachts in seiner Wohnung zu lesen. Schon bald fängt er an, seine Arbeit und das hedonistische Leben zu hinterfragen, was zu Konflikten mit seiner Frau führt, die nicht bereit ist, ihr glückliches Leben aufzugeben.
Clarisse muss untertauchen, nachdem sie in das Visier der Feuerwehr geraten ist. Sie trifft sich ein weiteres Mal mit Montag und kündigt an, zu den „Buchmenschen“ zu flüchten, die abseits der Gesellschaft in den Wäldern leben und jeweils ein Lieblingsbuch auswendig lernen, damit dieses nicht in Vergessenheit gerät.
Montag entscheidet sich, seinen Beruf zu kündigen. Linda denunziert ihren Mann bei der Feuerwehr, woraufhin Montags letzter Einsatz zu seinem eigenen Haus führt, wo er gezwungen wird, seine Bücher zu verbrennen. Er setzt die Wohnungseinrichtung in Brand, tötet den Captain mit dem Flammenwerfer und flüchtet.
Es gelingt ihm, die Buchmenschen aufzuspüren, bei denen auch Clarisse inzwischen untergekommen ist. Beide beginnen nun ihrerseits ein Buch auswendig zu lernen, um es für die Nachwelt zu erhalten. So hat bereits ein alter Mann einem jüngeren Kind sein Buch diktiert, um es der nächsten Generation zu übergeben.

## Hintergrund
Fahrenheit 451 ist der einzige englischsprachige Kinofilm des französischen Regisseurs François Truffaut; dies liegt unter anderem daran, dass er in Frankreich die Produktion nicht finanzieren konnte und deswegen in den USA nachfragte. Der in den britischen Pinewood Studios gedrehte Film erlebte seine Premiere am 15. September 1966 in der französischen Hauptstadt Paris, bevor das Werk ab dem folgenden Tag in den britischen Kinos zu sehen war. Die synchronisierte französische Fassung wurde von Truffaut wegen der seiner Meinung nach flüssigeren Dialoge der englischen vorgezogen. Der Kinostart in der Bundesrepublik Deutschland war der 23. Dezember desselben Jahres. Im deutschen Fernsehen wurde der Film erstmals am 3. Februar 1973 von der ARD gezeigt.

## Unterschiede zum Roman
- Die Lehrerin Clarisse ist im Buch ein junges Mädchen.
- Clarisse entkommt der Feuerwehr und trifft am Ende des Filmes wieder mit Montag zusammen. Im Roman stirbt sie bei einem Autounfall.
- Im Film wird Montag eine Beförderung angeboten, die er später ablehnt. Im Buch bekommt er das Angebot nicht.
- In einer Szene gibt sich Clarisse telefonisch als Montags Frau aus und meldet ihn krank, damit er sie zur Schule begleitet. Im Buch fühlt sich Montag tatsächlich krank und bittet seine Frau, in der Arbeit anzurufen. Auch gibt es die Szene, als Clarisse und Montag die Schule betreten und sie von ihren Schülern gemieden wird, nicht im Buch.
- Im Film sind die Begegnungen von Clarisse und Guy kein Zufall, da Clarisse und die Frau, die sich später umbringt, zu einer Verschwörung gehören. Im Buch gibt es keine Verbindung zwischen ihnen - die Treffen mit Montag sind Zufall.
- Die Feuerwehrschüler Stoneman und Black sind im Buch zwei fertig ausgebildete Feuerwehrmänner.
- Im Roman findet Montag in dem ehemaligen Literaturprofessor Faber einen Mentor, der ihm über ein Funkgerät im Ohr Anweisungen gibt. Im Film existiert der Professor nicht.
- Weiters existiert im Buch ein mechanischer Hund im Dienst der Feuerwehr, vor dem Montag aufgrund seines bestialischen Verhaltens große Angst hat. Auch diesen gibt es im Film nicht.
- Montags Frau Linda heißt im Buch Mildred, genannt Millie.
- Der im Film namenlos bleibende Captain ist im Buch ein Sergeant namens Beatty.
- Im Buch weist Beatty die widersprüchliche Eigenart auf, Bücher zu verachten und für jede Art von Buch ein Argument zu finden, weshalb es überflüssig oder gefährlich sei, und trotzdem aber literarisch gebildet zu sein und viele Werke zitieren zu können. Im Film hat der Captain nur die erst genannte Eigenschaft, sein Talent fürs Zitieren wird nicht erwähnt.
- Im Film will Montag den Dienst bei der Feuerwehr kündigen, doch drängt ihn der Captain mitzufahren um sein eigenes Haus anzuzünden. Im Buch will er nie aufhören. Der letzte Einsatz erscheint als ein gewöhnlicher Alarm.
- Am Ende des Films lernt Montag die Erzählung "David Copperfield". Im Film zitiert er das Ende der Bibel (Offenbarung Kapitel 22): "Und auf beiden Seiten des Stromes stand ein Baum des Lebens, der trug zwölfmal Früchte und brachte seine Früchte alle Monate; und die Blätter des Baumes dienten zur Heilung der Völker."
- Am Ende des Romans wird Montags Heimatstadt in einem Krieg, den der Film nur andeutet, zerstört. Darauf wandern die Buchmenschen zurück, um mit ihrem Wissen Überlebenden beim Neubeginn zu helfen. Im Film bleibt die Stadt bestehen, die Buchmenschen rezitieren die gelernten Bücher.

## Kritiken
„Truffaut entwickelt die Geschichte eines Außenseiters, der sich aus Anpassung und Lethargie befreit, um abseits einer repressiven Zivilisation seine persönliche Utopie zu leben, zu einer Hommage an die Literatur und an die abendländische Kultur generell.“

„Truffaut übernimmt von Bradbury nur die Grundidee der ‚bücherlosen Gesellschaft‘ […] Es fehlt der düstere, furchterregende Anstrich zukünftiger Unmenschlichkeit. […] Es dominiert dagegen liebenswert Altmodisches (bretonisches Eßgeschirr, Telefone im Stil Edisons und Fachwerkhäuser), dazu filmhistorisch Bekanntes: Kleider von Carole Lombard und Debbie Reynolds; ein Feuerwehrwagen ähnlich dem in Frank Capras 1936 entstandenen Publikumserfolg Mr. Deeds geht in die Stadt (mit Gary Cooper). Fast liebenswert sind auch die handelnden Personen – behäbige Kleinbürger, die tun, was man von ihnen verlangt. […] Truffauts Film ist ein pessimistischer Film. Die Flucht Montags aus dem utopischen Staat ist sinnlos, sie weist keinen Weg in eine andere Zukunft.“

„Intelligent gemachter, aber thematisch wenig überzeugender Science-Fiction-Film von Truffaut, der jedes politische oder gesellschaftliche Engagement vermissen läßt und dadurch über gehobene Unterhaltung nicht hinauskommt. Für anspruchsvollere Besucher ab 16 sehenswert.“

## Auszeichnungen
Der Kinofilm Fahrenheit 451 erhielt Nominierungen für den britischen British Film Academy Award, für den US-amerikanischen Hugo Award und bei den Filmfestspielen von Venedig.

## Soundtrack
- Bernard Herrmann: Fahrenheit 451. Suite, auf ders.: Bernard Herrmann – Great Film Music. London/Decca, London 1996, Tonträger-Nr. 443 899-2 – Einspielung durch das National Philharmonic Orchestra unter der Leitung des Komponisten.
- Bernard Herrmann: Fahrenheit 451. Suite, auf ders.: Fahrenheit 451. Varèse Sarabande, Studio City 1995, Tonträger-Nr. VSD-5551 – digitale Neueinspielung durch das Seattle Symphony Orchestra unter der Leitung von Joel McNeely.

## Synchronisation
Die deutsche Synchronfassung wurde bei der Berliner Synchron GmbH erstellt, die Dialoge schrieb M. Z. Thomas, Regie hatte Klaus von Wahl.
| Rolle                 | Darsteller       | Synchronsprecher        |
| --------------------- | ---------------- | ----------------------- |
| Guy Montag            | Oskar Werner     | Oskar Werner            |
| Clarisse/Linda Montag | Julie Christie   | Margot Leonard          |
| Captain               | Cyril Cusack     | Klaus W. Krause         |
| Fabian                | Anton Diffring   | Friedrich W. Bauschulte |
| Buchmensch            | Alex Scott       | Joachim Cadenbach       |
| Fürst                 | Michael Balfour  | Alexander Welbat        |
| Fernsehmoderatorin    | Gilian Lewis     | Bettina Schön           |
| Feuerwehr-Ausbilder   | Tom Watson       | Joachim Nottke          |
| Jackie                | Anna Palk        | Marianne Lutz           |
| Krankenpfleger        | Eric Mason       | Reinhard Kolldehoff     |
| Sanitäter             | Arthur Cox       | Otto Czarski            |
| Schüler               | Mark Lester      | Mathias Einert          |
| Trainee Black         | Chris William    | Randolf Kronberg        |
| TV-Schauspieler       | Donald Pickering | Rolf Schult             |
| Erzählerin            |                  | Renate Küster           |

## Sonstiges
- Die im Film auftauchende moderne Einschienenbahn war die 1960 bei Châteauneuf-sur-Loire in der Nähe von Orléans errichtete SAFEGE-Monorail-Teststrecke.
- Die Einstellung bei Timecode 00:05:35–00:05:47 (Anlegen der Schutzkleidung und Übergabe des Flammenwerfers) ist faktisch dieselbe Einstellung wie bei Timecode 00:06:20–00:06:35 (Ablegen der Schutzkleidung und Rückgabe des Flammenwerfers; jedoch mit Zwischenschnitt). Die spätere Einstellung (Ausziehen der Schutzkleidung) wurde einfach in die frühere (vom Internegativ) rückwärts kopiert und eingeschnitten. Dadurch erscheint das „Anlegen“ der Schutzkleidung (= Ausziehen rückwärts) besonders schwungvoll; nur bei genauerer Betrachtung fällt auf, dass die Frisur „vor“ dem Anlegen der Schutzkleidung scheinbar grundlos zerzaust ist.
- Oskar Werner synchronisierte die von ihm gespielte Figur Guy Montag für die deutsche Version des Films selbst.
- Der Film bedeutete das Ende der Freundschaft zwischen Truffaut und Werner. Die beiden hatten ein völlig entgegengesetztes Bild der Rolle. Im Laufe der Dreharbeiten begann Werner zunehmend, Truffauts Entscheidungen zu hinterfragen und seine Anweisungen zu ignorieren. Gegen Ende der Dreharbeiten sabotierte Werner gar einzelne Szenen. Werner und Truffaut starben 1984 im Abstand von zwei Tagen.
- Im Jahr 2018 entstand für das US-amerikanische Fernsehen mit Fahrenheit 451 eine Neuverfilmung mit Michael B. Jordan, Michael Shannon und Sofia Boutella in den Hauptrollen.
- Der Satz „Und er starb, wie er es sich erwartet hatte, während der erste Schnee des Winters fiel.“, den der kleine Junge bei den Buchmenschen von seinem sterbenden Großvater auswendig lernt, wird im Film dem Roman Die Herren von Hermiston von Robert Louis Stevenson zugeschrieben, kommt im Roman von Stevenson aber tatsächlich nicht vor.
- Anton Diffring hat zusätzlich zu seiner eigentlichen Rolle als Fabian in einer Szene einen kurzen Auftritt als Schulleiterin, die durch eine Glastür zu sehen ist.[4][5]